# Varma Rothacher
Varma Rothacher es una deportista suiza que compitió en judo. Ganó dos medallas en el Campeonato Europeo de Judo de 1978, oro en la categoría abierta y plata en la categoría de –66 kg.

## Palmarés internacional
| Campeonato Europeo | Campeonato Europeo | Campeonato Europeo | Campeonato Europeo |
| Año                | Lugar              | Medalla            | Categoría          |
| ------------------ | ------------------ | ------------------ | ------------------ |
| 1978               | Colonia (RFA)      | Medalla de oro     | Abierta            |
| 1978               | Colonia (RFA)      | Medalla de plata   | –66 kg             |